# Tom Clum

Zawodnik Wisconsin Badgers

Tom Clumm – amerykański zapaśnik. Srebrny medalista mistrzostw panamerykańskich z 2004 i brązowy z 2005 roku.
Zawodnik Pomona High School z Arvada i University of Wisconsin–Madison. Dwa razy All-American (2005, 2006) w NCAA Division I, trzeci w 2005 i piąty w 2006 roku.